# Mikel Astarloza
Mikel Astarloza Chaurreau (Gipuzkoa, 1979. november 17. –) baszk profi kerékpáros. 2013-ban visszavonult a versenyzéstől.
2009. június 26-án egy ellenőrzés során pozitív EPO-mintát adott. Az UCI 2009. július 31-én közölte vele az ideiglenes felfüggesztését. 2010. május 15-én kapta meg a kétéves eltiltását, ami visszamenőleg is érvényes volt, tehát 2009. júniusa után szerzett eredményeit törölték. A felfüggesztés 2011. június 26-án járt le. Astarloza ekkor visszakerült régi csapatához, az Euskaltelhez. Első versenye a Vuelta a Burgos volt.

## Eredményei
2002
10., Spanyol országúti bajnokság - Időfutam
2003
1., összetettben - Tour Down Under
3., Spanyol országúti bajnokság - Időfutam
10. - GP di Lugano
2005
5. - Critérium des Espoirs
7. - GP di Lugano
7., összetettben - Bayern-Rundfahrt
9., összetettben - Vuelta a Castilla y Leon
1., 3. szakasz
2007
4. - GP Llodio
6. - Clásica San Sebastián
7., összetettben - Critérium du Dauphiné Libéré
9., összetettben - Tour de France
10., összetettben - Volta a la Comunitat Valenciana
2008
4. - Klasika Primavera Amorebieta
4., összetettben - Vuelta a Andalucia
5., összetettben - Tour de Romandie
6., összetettben - Vuelta al País Vasco
7., összetettben - Critérium du Dauphiné Libéré
2009
4., összetettben - Volta a Catalunya
4. - Klasika Primavera Amorebieta
5., összetettben - Critérium du Dauphiné Libéré

## Grand Tour eredményei
| Grand Tour | 2002 | 2003 | 2004    | 2005 | 2006 | 2007 | 2008 | 2009    | 2010 | 2011 | 2012 |
| ---------- | ---- | ---- | ------- | ---- | ---- | ---- | ---- | ------- | ---- | ---- | ---- |
| Giro       | -    | -    | -       | -    | -    | -    | -    | -       | -    | -    |      |
| Tour       | -    | 29.  | 62.     | 27.  | 35.  | 9.   | 15.  | TÖRÖLVE | -    | -    |      |
| Vuelta     | 77.  | -    | feladta | -    | 56.  | -    | 28.  | -       | -    | -    |      |